# Гранди, Гвидо
Гвидо Гранди (итал. Guido Grandi; 3 марта 1886 — 10 декабря 1970) — крупный итальянский энтомолог, профессор Болонского университета, академик Национальной академии деи Линчеи (Accademia Nazionale dei Lincei).

## Биография
Родился 3 марта 1886 года в г. Виджевано (Италия).
Уже в раннем школьном возрасте проявил интерес к биологии и в 1904 году была опубликована его первая работа с наблюдениями за жуками: Le forme italiane del gen. Attelabus (in Riv. di coleotterologia italiana, II [1904], pp. 165–171, in collab. con M. Gortani).
В 1910 году он окончил университет Болоньи по специальности в области естественных наук. В том же году он уехал в Неаполь, где стал ассистентом профессора Филиппо Сильвестри в Институте энтомологии Портичи. Начал исследовать перепончатокрылых из семейства Agaonidae. В 1919 году был назначен ассистентом профессора в Лаборатории зоологии. В 1921 году Гранди стал профессором общей энтомологии. В 1923 году он вернулся в Болонью на кафедру энтомологии в местном университете (а также в Институт зоологии проф. Alessandro Ghigi), в 1925 году возглавил кафедру. В 1928 году Гранди основал Институт энтомологии при университете Болоньи (l’Istituto di Entomologia dell’Università di Bologna) и примерно в то же время редактировал «Известия Института энтомологии университета Болоньи» (первоначально как Bollettino del Laboratorio di entomologia del R. Istituto sup. agrario di Bologna; в 1935—1983 — Bollettino dell’Istituto di entomologia dell’Università di Bologna), который с 1984 года носит его имя (Bollettino dell’Istituto di entomologia G. Grandi dell’Università di Bologna). Гранди был директором института до 1958 года, когда вышел на пенсию. Однако продолжал посещать основанный им институт и работать в нём до конца своих дней (1970).
Среди своих учителей Гранди называл таких учёных как Карло Эмери (Carlo Emery), Джованни Баттиста Грасси (Giovanni Battista Grassi) и Филиппо Сильвестри (Filippo Silvestri). Среди его учеников следует отметить: Athos Goidanich, Filippo Venturi, Antonio Servadei, Minos Martelli, Maria Matilde Principi, Giorgio Fiori, Egidio Mellini, Pierino Giunchi, Rodolfo Zocchi, Sergio Zangheri, Giorgio Celli, Leo Pardi, Baccio Baccetti и его племянницу Marta Grandi.
Умер 10 декабря 1970 года в г. Болонья.

## Признание
Гранди был одним из основателей и пожизненным президентом Национальной академии энтомологии Италии, деканом своего факультета (более десяти лет); директор фитопатологической лаборатории (около сорока лет), основателем и редактором серии томов «Фауна Италии».
Гранди был одним из влиятельнейших энтомологов своего времени и крупнейшим итальянским энтомологом. Почетный член энтомологических обществ Бельгии, Франции, Германии, Англии, Швейцарии и других международных научных обществ и академий. Он получил ученую степень «Почетный доктор» в Университете Турина, был награждён «Золотой медалью» («Medaglia d’Oro» della Scuola) и «Премией Болоньезе» для преподавателей университета Болоньи («Premio» dello Studio Bolognese per i Professori dell’Università di Bologna).
Институт энтомологии университета Болоньи с 1984 года носит его имя (Bollettino dell’Istituto di entomologia G. Grandi dell’Università di Bologna).

## Основные труды
Автор более 250 научных публикаций.
- Introduzione allo studio dell’Entomologia (1951), 2300 pp.
- Studi di un Entomologo sugli Imenotteri superiori (1961), 650 pp.
- Istituzioni di Entomologia generale (1966), 700 pp.

- Studio morfologico e biologico della Blastophaga psenes (L.), in Boll. del Laboratorio di zoologia generale e agraria della R. Scuola superiore d’agricoltura di Portici, XIV (1920), pp. 63–204.
- Monografia del gen. Philotrypesis Först (32° Contributo alla conoscenza degli Insetti dei fichi), in Boll. del Laboratorio di entomologia del R. Ist. superiore agrario di Bologna, III (1930), pp. 1–181.
- Studio morfologico e biologico della Blastophaga psenes (L.). Boll. Lab. ent. Bologna 1929; 2: 1-147.
- Il Ficus carica L., la sua biologia la sua coltivazione e i suoi rapporti con l’insetto pronubo (Blastophaga psenes L.). Boll. Ist. Ent. Univ. Bologna 1938; 10: 223—280. (совместно с Luigi Buscalioni).